# 秘密の男
『秘密の男』（ひみつのおとこ、原題：비밀의 남자）は、韓国放送公社 (KBS) で2020年に放送された韓国のテレビドラマ。全105話。

## 概要
幼少時の事故で知的障害者となった男が陰謀に巻き込まれながらも助かり、検事に生まれ変わって復讐するドラマである。2020年、8月に韓国放送公社日日ドラマとして放送開始予定であったが新型コロナウイルスの影響で順延され、同年9月7日から2021年2月10日にかけて放送され、日本での放送はKBSワールドが2021年1月11日から開始され同年7月13日まで放送され、同年12月3日、『復讐の花束をあなたに』の日本語題でDVDレンタル、U-NEXTで配信開始された。

## あらすじ
中学生の頃に水難事故の後遺症で7歳児程度の知的障害となってしまった青年イ・テプンは実業家の母親と幸せに暮らしていた。彼は隣の家に住む幼馴染のハン・ユジョンの事が好きだったが、双子の姉のハン・ユラと無理矢理結婚する事になる。
玉の輿を狙うユラは、資産家の御曹司と思っていた男性と交際していたが、そうじゃないとわかった瞬間手の平を返して彼に別れを告げるが、同時に彼との子供を孕っていた。別れた男が事故で意識不明になったのをいいことに子供の父親をテプンという事にしたのだった。
ある日、テプンの母親がひき逃げ犯として警察に逮捕され、さらに以前より患ってた末期癌の進行で拘置所で獄死してしまう。財産を全てユラに奪われて彼女はテプンの元を去ってしまった上に、テプンは事件に巻き込まれて湖で溺れてしまう。目覚めたテプンは後天的サヴァン症候群として優秀な頭脳が覚醒、5年間のアメリカ留学の後、検事ユ・ミニョクとして全てを奪った者への復讐のために行動を開始するのだった。

## 出演

### 主要人物
イ・テプン/ユ・ミニョク：カン・ウンタク（子役：チョ・ヨンジン）
主人公。知的障害者→ソウル検事→DL法務チーム長→ソウル検事（復帰）。
中学生の頃、事故で7歳並の知的障害者となった純粋な青年。幼馴染のハン・ユジョンが好きであったが、彼女の双子の姉・ハン・ユラによって無理矢理結婚させられる。ユラの陰謀により実業家の母がひき逃げ事件の犯人にされ死に別れ、自分は施設に強制入所された上に殺されそうになる。幸い命を取り留め「後天性サヴァン症候群」によって頭脳能力を得る。5年後、「ユ・ミニョク」と名乗り検事として事件の真相究明、母の冤罪晴らしに乗り出す。
ハン・ユジョン：オム・ヒョンギョン（子役：キム・ダイン）
本作のヒロイン。アルバイト→DLマーケティング部特別採用社員→アルバイト→DLマーケティング部（復帰）。
二卵性双生児で貧しい家庭に育つ。幼少の頃からテプンが好きであったが双生児の姉・ユラに奪われた。ユラの子を自分の子として育て、5年後にテプンに似た男性を見つけ動揺する。ミッキー・マウスが好き。
ハン・ユラ：イ・チェヨン（子役：ユン・ソジン）
KBCラジオリポーター→KBCアナウンサー。
ユジョンの双生児の姉で貧しい家庭に嫌気を差し立身出世を狙っていた。テプンが資産家の息子と知り打算的に結婚するも、テプンの母に真実が発覚。姑を陥れテプンを死なせ財産を奪う。5年後、有名アナウンサーとして活躍し、DLグループの後継者の妻の座を狙い、そこに収まる。
虚栄心が強く、中学生の頃に本来はテプンがユジョンにプレゼントしたミッキー・マウスのヘアピンを無断で持ち出して友人に見栄を張るが、すぐに嘘がバレ詰めれられている時に足を滑らせ川に落ちた。ユジョンが溺れていると思い込んだテプンが助けようと川に飛び込み溺れたのでテプンの知的障害の原因を作っている。
チャ・ソジュン：イ・シガン（子役：チェ・ユノ）
財閥一家の一人息子。DLグループの御曹司。DL本部長。ユジョンのことが好きであったが家族の反対で離れ、5年後、DLグループの本部長になるものユラと愛の無い結婚をする。

### テプンの家族・関係者
イ・ギョンヘ：ヤン・ミギョン
テプンの母、食品会社社長。50代半ば。知的障害者の息子の行く末を心配し、また自分も白血病を患いテプンをユラと結婚させるも嫁の秘密を知り、ひき逃げ事件の犯人にされ、拘置所の中で白血病が悪化して獄死する。
義理の娘のユラの血液型を知らないなど周りが見えていないところがあり、スクジャからは呆れられている。
ユン・スヒ/ソ・ジスク：イ・イルファ
ユジョンのアルバイト先のブティック社長。50代初め。25年前、記憶喪失になったところ夫となる男性に助けられ1児の母になるも夫はひき逃げで失う。
カン・サンヒョン：イ・ジヌ
ユン・スヒの夫。50代半ば。飲食店経営者。25年前に倒れていたユン・スヒを助け彼女と結婚した。スヒの記憶喪失を治すために奔走するが、それを阻止したいファヨンと揉めている時に突き飛ばされ、打ちどころが悪く死んでしまう。彼の死はファヨンによってひき逃げ事件として偽装されることになった。
カン・イェジン：チェ・ビン
ユン・スヒとカン・サンヒョンの娘。20代初め。両親から愛情を受けて育つも父の突然の死に母と共に韓国を離れる。5年後に帰国し、かつて心を寄せていたユミョンと再会する。
カン・サンテ：イ・ミョンホ
カン・サンヒョンの異母弟。40代半ば。春川警察署刑事→便利屋・海鮮料理屋経営者→刑事（復職）。柔道アジア大会銅メダリストで、特別採用され刑事となる。兄の死後、スヒとイェジンを見守っている。独身。

### ユジョン・ユラの家族
ハン・デチョル：チェ・ジェソン
ユジョン、ユラ、ユミョンの父。50代半ば。テプン、ギョンヘの運転手→マッサージ器具・寝具販売店経営者。ギョンへの死去後はマッサージ器具販売店を経営している。常識的な考えの持ち主だが、押しに弱くいささか頼りない。
ヨ・スクジャ：キム・ウンス
ユジョン、ユラ、ユミョンの母でデチョルの妻。テプン、ギョンヘの家政婦→主婦。デチョルがユジョンに愛情を注ぐのに対し、スクジャはユラを溺愛する。感情的かつヒステリックな性格の持ち主でユラがテプンとミヌを捨てて蒸発した際に、怒りを露わにしているデチョルを捲し立てて黙らせている。
劣等感が強くギョンへとテプンの事をかねてから快く思っておらず、ギョンへの死去後すぐに困惑しているテプンを無視する形でテプンの実家を相談も無しに売却した上、彼を追い出している。
不動産投資を始めるが、投資先が不正を行っておりミニョクの復讐として検挙されたため、巨額の負債を背負う事になった。
ハン・ユミョン：チャン・テフン
デチョル、スクジャの息子でユジョン、ユラの弟。20代半ば。アルバイト→俳優。俳優志望でイェジンを気になっていたが些細な原因で別れ、5年後に再会。オーディションに挑み合格。俳優として地道に行く。
ハン・ドンホ/イ・ミヌ：ソ・ウジン
ユラが産んだ息子。ユラが蒸発後、スクジャが孤児院に捨てるもユジョンが自分の子として籍に入れて育てている。最初の戸籍上はテプンの子であったが実父はチェ・ジュンソク（後述）。
ヨ・ポンジュン：ペ・ドファン
スクジャの兄でユラ、ユジョン、ユミョンの伯父。50代後半。無職（帰国当初）→海鮮料理屋料理長→2号店店長。若い頃ハワイに移住し、帰国後はデチョル宅に居候。陽気な性格でトラブルの多い妹一家にとってムードメーカーで頼もしい存在。

### ソジュンの家族・関係者
チャ・ウソク：ホン・イルグォン
ソジュンの父。DLグループ会長。メディアで「入りたい企業」第1位に選ばれるほどの実力と経営手腕に優れているが過去に愛し合ったソ・ジスク（ユン・スヒ）のことが忘れられなかった。
チュ・ファヨン：キム・ヒジョン
ソジュンの母でチャ・ウソクの妻。DL福祉財団理事長。一見、企業会長夫人らしい振る舞いをするが不正に手を染め、特にジスクに対し嫉妬心を抱き殺そうとした。
チャ・ミリ：キム・ユンギョン
チャ・ウソクの妹でソジュンの叔母。世間知らずで男性との出会いを夢見ていた。
ク・チョンス：イ・ジョンヨン
DLグループの秘書室長。ファヨンの腹心。ファヨンから裏の仕事を任されている。

### その他
チェ・ジュンソク：イル
KBC春川放送局プロデューサー。ユラのかつての恋人。イ・ミヌの本当の父親だが、交通事故で意識不明となっており、どさくさを利用したユラに戸籍上の父親をテプンにされてしまう。その後意識が回復しユラの元に現れるが、後遺症で視力が無くなるのでミヌを諦め去る。
パク・ナヨン：ユン・ダヨン
ユラのライバル。
便利屋：パク・ジェジン
ユラの腹心。

## スタッフ
- 演出：シン・チャンソク
- 脚本：イ・ジョンテ
- 制作：KBS、CELLTRIONエンターテインメント（英語版）

## 日本での放送
- KBS WORLD：2021年1月11日 - 2021年7月12日（毎週月・火 22時00分 - 23時20分）※二話連続放送
- フジテレビTWO：2021年10月7日 - 11月23日（毎週月 - 金 9時20分 - 10時20分）※三話連続放送
- BS日テレ：2022年5月20日 - 9月6日（毎週月 - 金 16時00分 - 17時00分）※78話で放送
- テレビ大阪：2023年7月13日 - 2024年3月11日（毎週月 - 金 12時13分 - 12時43分）※158話で放送
- BS松竹東急：2024年4月1日 - （毎週月 - 金 16時30分 - 17時00分）